# Kingsley Wood

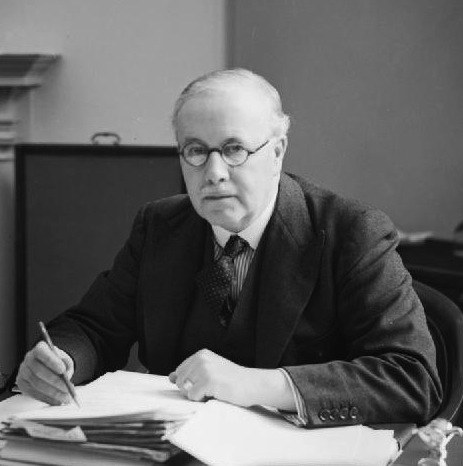
Kingsley Wood (1940)

Howard Kingsley Wood (19 augustus 1891 - 21 september 1943) was een Britse politicus en lid van de Conservatieve Partij.
Hij werd in 1911 voor de eerste maal verkozen in de London City Council en verkreeg een zetel in het Lagerhuis in 1918. Hij kreeg zijn eerste ministerspost in de regering van Ramsay MacDonald in 1931.
Kingsley Wood bekleedde de volgende posten:
- 1931–1935: Minister van Postzaken (Postmaster General)
- 1935–1938: Minister van Gezondheid (Minister of Health)
- 1938–1940: Minister van Luchtmacht (Secretary of State for Air)
- 1940: Bewaarder van de persoonlijke zegel van de monarch (Lord Privy Seal)
- 1940–1943: Minister van Financiën (Chancellor of the Exchequer) waar hij het PAYE-inkomenbelastingsysteem introduceert in Groot-Brittannië (PAYE = Pay As You Earn = betaal naargelang je verdient).

- Bibliothèque nationale de France: cb106380927 (data)
- International Standard Name Identifier: 0000 0000 6641 9980
- Library of Congress Control Number: no2006113753
- Nationale Bibliotheek van Israël: 987007354645605171
- Istituto Centrale per il Catalogo Unico: LO1V498575
- Virtual International Authority File: 68694944
- WorldCat: E39PBJyRDYfDbmRjhpVB48CxXd